# Гигрофила
Гигрофила (лат. Hygrophila) — род двудольных цветковых растений семейства Акантовые.

## Описание
Однолетние или многолетние травянистые растения, растущие часто в воде или на переувлажнённой почве. Листья сидячие или с коротким черешком. Край листа цельный, зубчатый, редко волнистый. Цветки сидячие. Чашечка 5-членная. Венчик трубчатый. Тычинок 2 или 4. Семена дисковидные, покрыты длинными слизистыми волосками.

## Виды
В мировой флоре насчитывают от 46 до 100 видов, в том числе:
- Hygrophila abyssinica T.Anderson 1863
- Hygrophila acinos (S.Moore) Heine 1972
- Hygrophila acutangula  Nees ex Mart. 1841
- Hygrophila acutisepala Burkill 1899
- Hygrophila auriculata
- Hygrophila corymbosa
- Hygrophila costata Sinning
- Hygrophila difformis Blume — Гигрофила разнолистная
- Hygrophila pinnatifida (Dalzell) E.Hossain 1974 — Гигрофила перистонадрезанная
- Hygrophila polysperma (Roxb.) T.Anderson — Гигрофила многосеменная
- Hygrophila quadrivalvis
- Hygrophila ringens (L.) R. Br. ex Spreng. — Гигрофила раскрытая

## Галерея

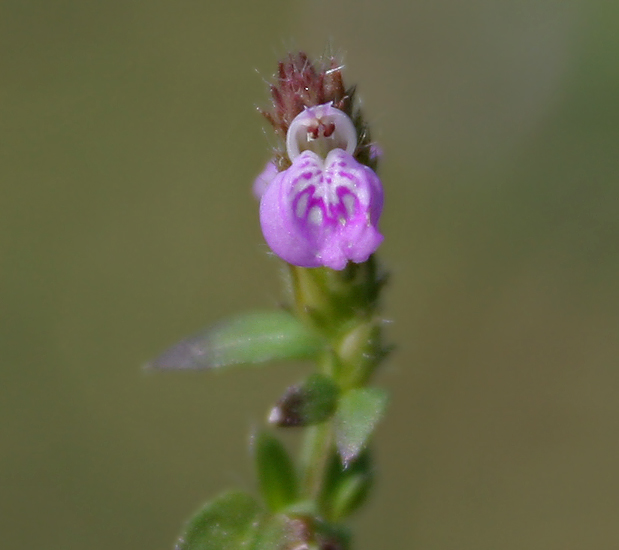
Hygrophila serpyllum в Хайдарабаде.
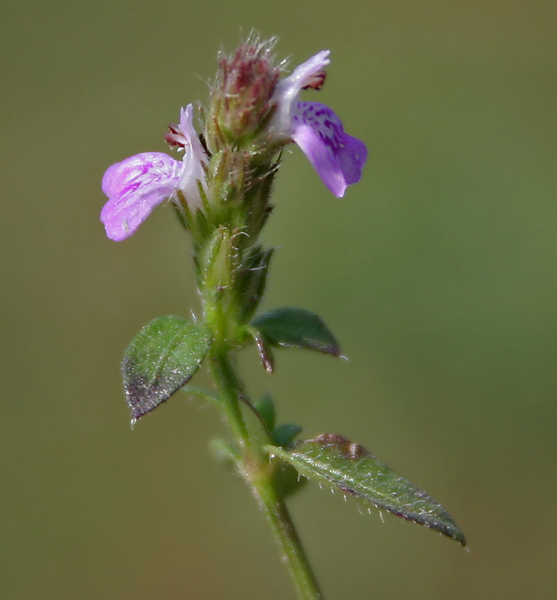
Hygrophila serpyllum в Хайдарабаде.
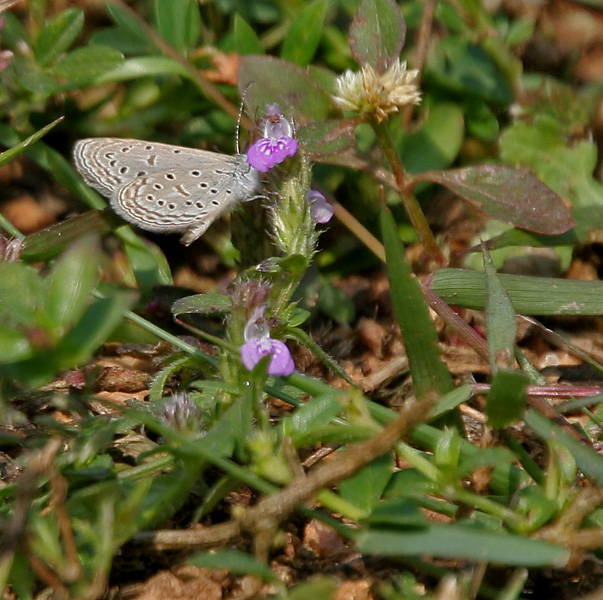
Hygrophila serpyllum в Хайдарабаде.
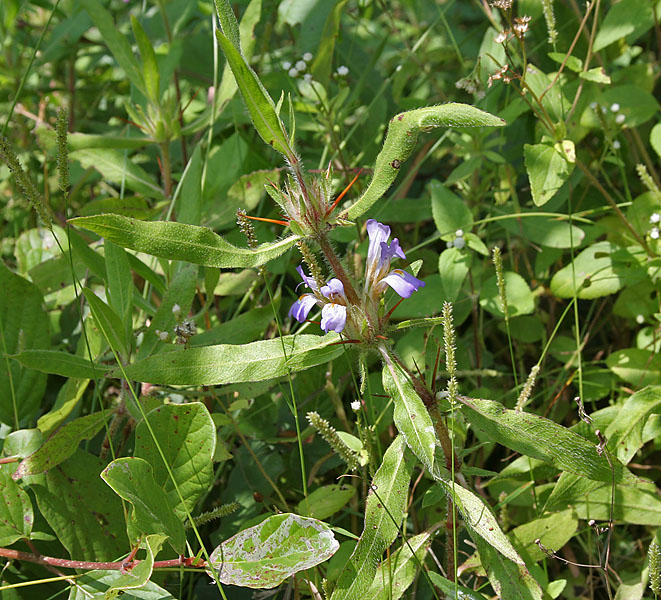
Hygrophila schulli, Нарсапур, округ Медак, Индия.
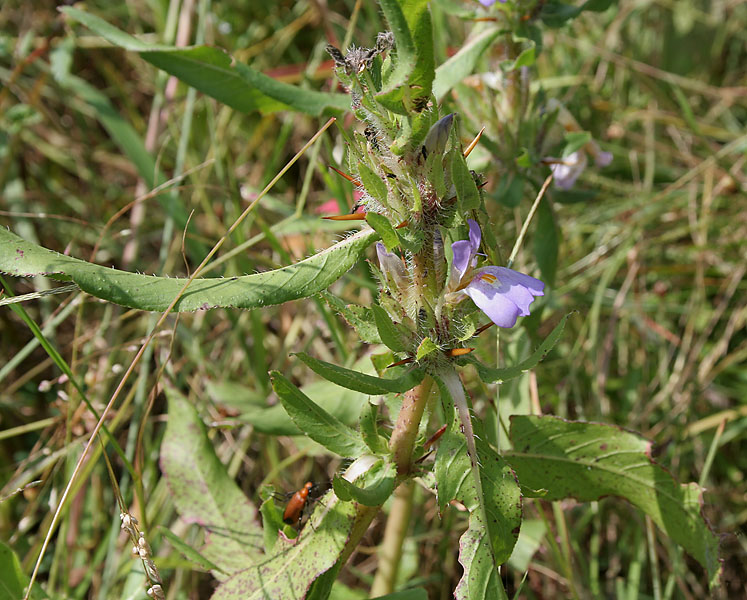
Hygrophila schulli, Нарсапур, округ Медак, Индия.
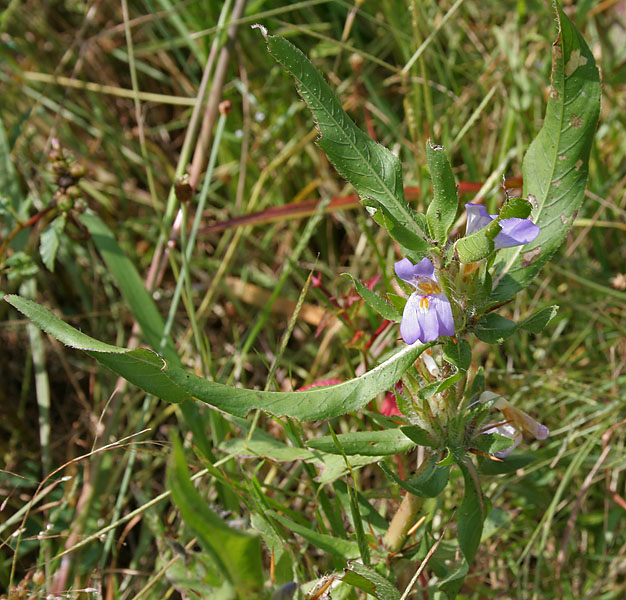
Hygrophila schulli, Нарсапур, округ Медак, Индия.
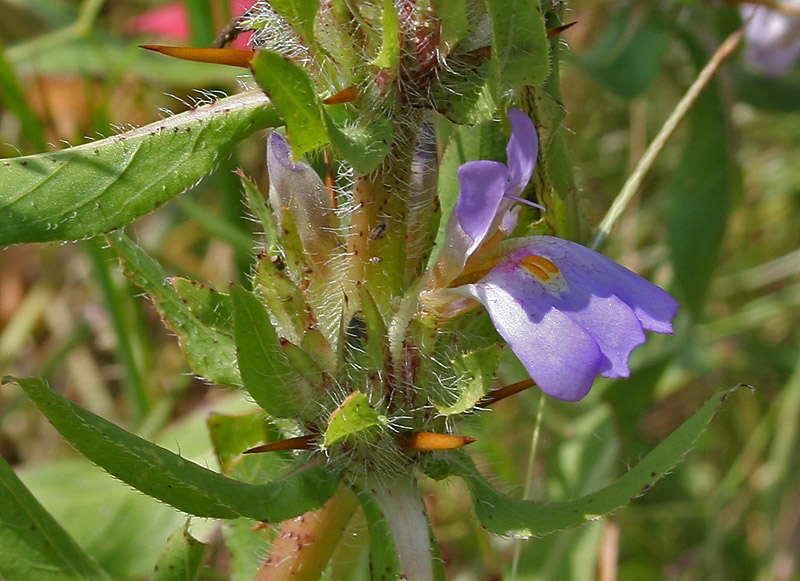
Hygrophila schulli, Нарсапур, округ Медак, Индия.
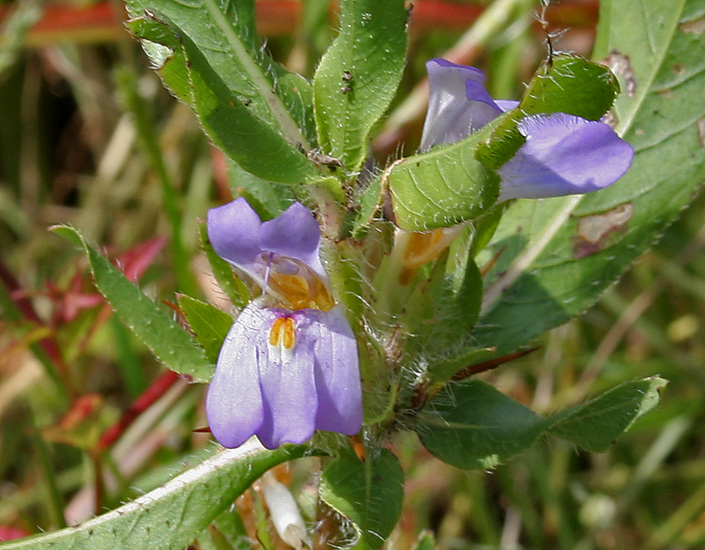
Hygrophila schulli, Нарсапур, округ Медак, Индия.
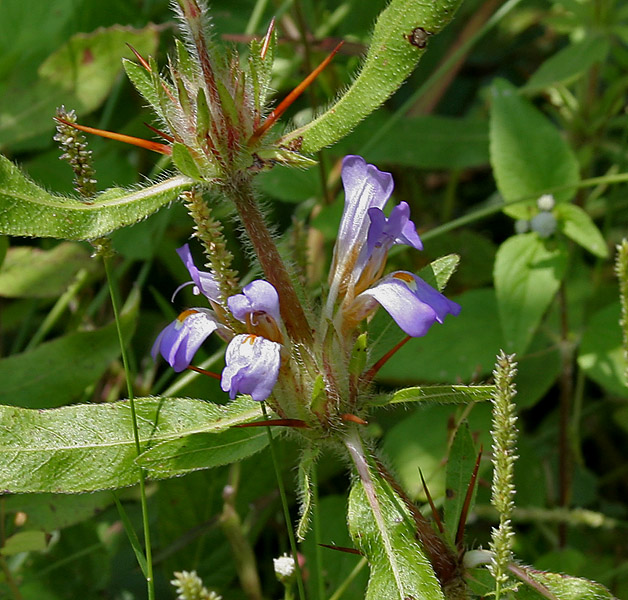
Hygrophila schulli, Нарсапур, округ Медак, Индия.
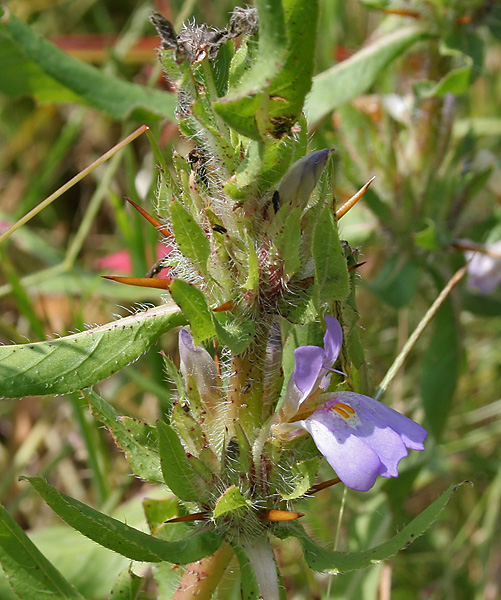
Hygrophila schulli, Нарсапур, округ Медак, Индия.
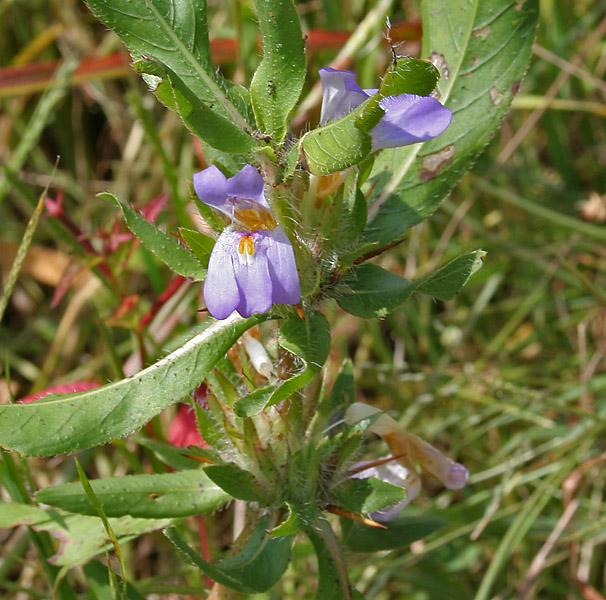
Hygrophila schulli, Нарсапур, округ Медак, Индия.

## Распространение
Представители рода встречаются в тропических и субтропических регионах по всему земному шару.